# روزيتا فرنانديز
روزيتا فرنانديز (بالإنجليزية: Rosita Fernandez)‏ هي مغنية أمريكية، ولدت في 10 يونيو 1918، وتوفيت في 2 مايو 2006.

## وصلات خارجية
- روزيتا فرنانديز على موقع IMDb (الإنجليزية)
- روزيتا فرنانديز على موقع ميوزك برينز (الإنجليزية)
- روزيتا فرنانديز على موقع أول ميوزيك (الإنجليزية)
- روزيتا فرنانديز على موقع ديسكوغز (الإنجليزية)